# Parvicapsula renalis
Parvicapsula renalis is een microscopische parasiet uit de familie Parvicapsulidae. Parvicapsula renalis werd in 1993 beschreven door Landsberg. 